# Брюль (Баден)
Брюль (нім. Brühl) — громада в Німеччині, у землі Баден-Вюртемберг. Підпорядковується адміністративному округу Карлсруе. Входить до складу району Рейн-Неккар.
Площа — 10,19 км². Населення становить 14 244 ос. (станом на 31 грудня 2020).